# Eukiefferiella saccularis
Eukiefferiella saccularis är en tvåvingeart som beskrevs av Bhattachryay 1991. Eukiefferiella saccularis ingår i släktet Eukiefferiella och familjen fjädermyggor.
Artens utbredningsområde är Sikkim. Inga underarter finns listade i Catalogue of Life.